# Гринвуд, Мейсон
Ме́йсон Уи́лл Джон Гри́нвуд (англ. Mason Will John Greenwood; родился 1 октября 2001, Брадфорд) — английский футболист, нападающий французского клуба «Олимпик Марсель». Провёл один матч за сборную Англии.

## Клубная карьера

### «Манчестер Юнайтед»
Воспитанник Академии «Манчестер Юнайтед». Начинал выступать на позиции центрального атакующего полузащитника («десятки»), но впоследствии стал играть в роли нападающего. В сезоне 2017/18 Гринвуд забил 17 мячей в 17 матчах за команду «Юнайтед» до 18 лет. Летом 2018 года отправился вместе с первой командой в предсезонное турне по США. Выходил на замену в двух первых матчах турне против клубов «Америка» и «Сан-Хосе Эртквейкс». 2 октября 2018 года подписал свой первый профессиональный контракт с «Манчестер Юнайтед». В том же месяце был включён в список «20 лучших талантов английской Премьер-лиги» по версии газеты «Гардиан».
12 декабря 2018 года был включён в заявку первой команды «Манчестер Юнайтед» на матч группового этапа Лиги чемпионов против «Валенсии», проведя всю игру на скамейке запасных. 17 декабря 2018 года сделал хет-трик в матче Молодёжного кубка Англии против «Челси». После этого журналист газеты Manchester Evening News Сэмьюэл Лакхерст заметил: «Может быть, теперь о Гринвуде будет создана давно назревшая статья в Википедии».
В основном составе «Юнайтед» Мейсон Гринвуд дебютировал 6 марта 2019 года в матче Лиги чемпионов против «Пари Сен-Жермен», выйдя на замену Эшли Янгу, и стал самым молодым игроком «Манчестер Юнайтед», сыгравшим в Лиге чемпионов (ему было 17 лет и 156 дней).
19 сентября 2019 года Мейсон забил свой первый гол за «Юнайтед» в матче Лиги Европы против «Астаны», став самым молодым автором гола «Манчестер Юнайтед» в еврокубках и побив рекорд, установленный Маркусом Рашфордом в 2016 году. 18 октября 2019 года Гринвуд подписал новый контракт с «Манчестер Юнайтед» до 2023 года с опцией продления ещё на год. 24 ноября 2019 года забил свой первый гол в Премьер-лиге, выйдя на замену в матче против «Шеффилд Юнайтед», который завершился вничью со счётом 3:3. 12 декабря 2019 года сделал «дубль» в матче Лиги Европы УЕФА против нидерландского клуба АЗ, став самым молодым игроком в истории «Юнайтед», сделавшим «дубль» в еврокубках. 4 июля 2020 года забил два мяча в ворота «Борнмута», сделав свой первый «дубль» в Премьер-лиге. Всего в сезоне 2019/20 он провёл за команду 49 матчей и забил 17 мячей.
22 сентября 2020 года Мейсон забил свой первый гол в сезоне в матче Кубка Английской футбольной лиги против «Лутон Таун». 28 октября 2020 года забил первый в своей карьере гол в Лиге чемпионов в матче группового этапа против «РБ Лейпциг». 5 декабря 2020 года забил свой первый гол в Премьер-лиге сезона 2020/21 в матче против «Вест Хэм Юнайтед». 18 апреля 2021 года сделал «дубль» в матче Премьер-лиги против «Бернли». 29 апреля 2021 года забил свой десятый гол в сезоне в первом полуфинальном матче Лиги Европы против «Ромы». Всего в сезоне 2020/21 Гринвуд сыграл 52 матча и забил 12 голов.
14 августа 2021 года в матче первого тура Премьер-лиги забил свой первый гол в сезоне в матче против «Лидс Юнайтед». 22 августа он забил свой второй гол в матче второго тура Премьер-лиги против «Саутгемптона». Неделю спустя Мейсон забил в третьем матче подряд: это была игра Премьер-лиги против «Вулверхэмптон Уондерерс». Гринвуд стал вторым в истории Премьер-лиги игроком (после Робби Фаулера), не достигшим 20 лет и забивавшим в трёх стартовых турах турнира, а также четвёртым в списке игроков, забивших не менее 20 голов в Премьер-лиге до достижения возраста 20 лет (после Майкла Оуэна, Робби Фаулера и Уэйна Руни). По итогам августа 2021 года Гринвуд был признан лучшим игроком месяца в составе «Юнайтед».
30 января 2022 года был отстранён клубом от участия в матчах и тренировках на неопределённый срок на фоне обвинений в насилии против женщины. 21 августа 2023 года клуб выпустил заявление о том, что Гринвуд покинет «Манчестер Юнайтед».

### «Хетафе»
1 сентября 2023 года отправился в сезонную аренду в испанский клуб «Хетафе».

### «Олимпик Марсель»
18 июля 2024 года перешёл во французский клуб «Олимпик Марсель» за 31,6 млн евро (26,7 млн фунтов), подписав пятилетний контракт. В сезоне 2024/25 забил 21 мяч (7 — с пенальти) и разделил звание лучшего бомбардира чемпионата Франции с Усманом Дембеле из ПСЖ. Гринвуд — первый в истории англичанин, ставший лучшим бомбардиром чемпионата Франции. «Олимпик Марсель» занял второе место в чемпионате.

## Карьера в сборной
8 ноября 2017 года дебютировал в составе сборной Англии до 17 лет в матче против сборной Португалии. 11 ноября 2017 года забил свой первый гол за сборную в матче против сборной России. В феврале 2018 года в составе сборной Англии сыграл на турнире в Алгарви для игроков до 17 лет.
5 сентября 2018 года дебютировал в составе сборной Англии до 18 лет в матче против сборной Нидерландов, забив первый гол в этой игре.
6 сентября 2019 года дебютировал за сборную Англии до 21 года в матче отборчного турнира к молодёжному чемпионату Европы против сборной Турции.
5 сентября 2020 года дебютировал за первую сборную Англии в матче Лиги наций УЕФА против сборной Исландии.
15 марта 2021 года был включён в заявку сборной Англии до 21 года на матчи группового этапа молодёжного чемпионата Европы, однако уже 23 марта покинул расположение сборной из-за травмы.
25 мая 2021 года был включён в предварительную заявку первой сборной Англии на предстоящий чемпионат Европы, однако 1 июня 2021 года стало известно, что он не сыграет на турнире из-за травмы.

## Стиль игры
Может сыграть на любой позиции в атаке — нападающего, вингера, атакующего полузащитника. Одинаково хорошо наносит удары и правой, и левой ногой. Обладает высокой скоростью, хорошим контролем мяча и дриблингом. В июле 2020 года главный тренер «Манчестер Юнайтед» Уле-Гуннар Сульшер назвал Гринвуда «одним из лучших, если не лучшим» в завершении атак из всех игроков, с кем ему приходилось «работать или видеть». В августе 2021 года схожие мысли выразил Поль Погба: «Мейсон более левоногий, при дриблинге он чаще использует левую ногу, но для ударов использует обе [ноги]... он лучший завершитель атак из всех, кого я видел и с кем тренировался».

## Статистика выступлений
По состоянию на 17 мая 2025 года
| Клуб              | Сезон            | Лига | Лига | Кубок | Кубок | Кубок лиги | Кубок лиги | Еврокубки | Еврокубки | Прочие | Прочие | Итого | Итого |
| Клуб              | Сезон            | Игры | Голы | Игры  | Голы  | Игры       | Голы       | Игры      | Голы      | Игры   | Голы   | Игры  | Голы  |
| ----------------- | ---------------- | ---- | ---- | ----- | ----- | ---------- | ---------- | --------- | --------- | ------ | ------ | ----- | ----- |
| Манчестер Юнайтед | 2018/19          | 3    | 0    | 0     | 0     | 0          | 0          | 1         | 0         | 0      | 0      | 4     | 0     |
| Манчестер Юнайтед | 2019/20          | 31   | 10   | 5     | 1     | 4          | 1          | 9         | 5         | 0      | 0      | 49    | 17    |
| Манчестер Юнайтед | 2020/21          | 31   | 7    | 4     | 2     | 3          | 1          | 14        | 2         | 0      | 0      | 52    | 12    |
| Манчестер Юнайтед | 2021/22          | 18   | 5    | 1     | 0     | 1          | 0          | 4         | 1         | 0      | 0      | 24    | 6     |
| Манчестер Юнайтед | 2022/23          | 0    | 0    | 0     | 0     | 0          | 0          | 0         | 0         | 0      | 0      | 0     | 0     |
| Манчестер Юнайтед | Итого            | 83   | 22   | 10    | 3     | 8          | 2          | 28        | 8         | 0      | 0      | 129   | 35    |
| Хетафе            | 2023/24          | 33   | 8    | 3     | 2     | —          | —          | —         | —         | 0      | 0      | 36    | 10    |
| Хетафе            | Итого            | 33   | 8    | 3     | 2     | 0          | 0          | 0         | 0         | 0      | 0      | 36    | 10    |
| Олимпик Марсель   | 2024/25          | 34   | 21   | 2     | 1     | —          | —          | —         | —         | 0      | 0      | 36    | 22    |
| Олимпик Марсель   | Итого            | 34   | 21   | 2     | 1     | 0          | 0          | 0         | 0         | 0      | 0      | 36    | 22    |
| Всего за карьеру  | Всего за карьеру | 150  | 51   | 15    | 6     | 8          | 2          | 28        | 8         | 0      | 0      | 201   | 67    |

## Достижения

### Командные достижения
«Манчестер Юнайтед»
- Финалист Лиги Европы УЕФА: 2020/21

### Личные достижения
- Лучший бомбардир чемпионата Франции: 2024/25 (21 гол)[48]
- Игрок месяца в Премьер-лиге 2: апрель 2019[49]
- Награда Джимми Мерфи лучшему молодому игроку года: 2018/19[50]
- Игрок сезона футбольного клуба «Хетафе»: 2023/24[51]

## Личная жизнь
Утром 30 января 2022 года в социальных сетях появились сообщения о том, что Гринвуд избил фотомодель Харриет Робсон, с которой раньше встречался. «Манчестер Юнайтед» выпустил заявление о том, что Гринвуд отстранён от тренировок и матчей до дальнейшего уведомления. В тот же день полиция Большого Манчестера арестовала Гринвуда по подозрению в изнасиловании и нападении. 2 февраля 2022 года Гринвуд был выпущен под залог. 2 февраля 2023 года Королевская прокурорская служба объявила о том, что с Гринвуда сняты все обвинения ввиду отзыва показаний ключевых свидетелей и «появления новых материалов».